# یونیزاسیون به روش الکترواسپری ثانویه
یونیزاسیون به روش الکترواسپری ثانویه (به انگلیسی: Secondary electro-spray ionization)(اختصاری SESI)، یک تکنیک یونیزاسیون محیطی برای تجزیه و تحلیل غلظت کمی بخارات است که در آن یک نانو الکترواسپری عوامل شارژ کننده ای تولید می‌کند که مستقیماً در فاز گاز با مولکول‌های آنالیت برخورد می‌کند. در واکنش بعدی، بار منتقل می‌شود و بخارات یونیزه می‌شوند، بیشتر مولکول‌ها پروتونه (پروتون دهی) می‌شوند (در حالت مثبت) و پروتون زدایی می‌شوند (در حالت منفی). SESI در ترکیب با طیف‌سنجی جرمی یا طیف‌سنجی تحرک یونی کار می‌کند.

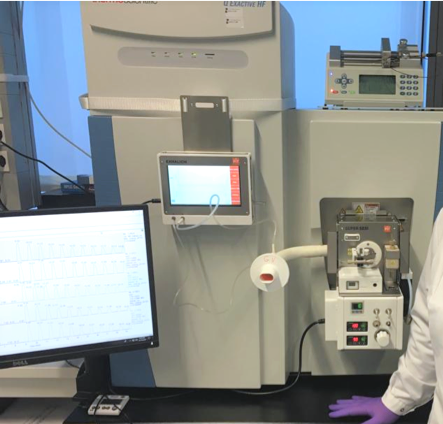
شکل1. SESI-MS SUPER SESI coupled with Thermo Fisher Scientific-Orbitrap

## تاریخچه
این واقعیت که غلظت کمی از گازها در تماس با یک ستون الکترواسپری به‌طور مؤثر یونیزه می‌شوند، اولین بار توسط Fenn و همکارانش مشاهده شد، زمانی که آنها متوجه شدند که غلظت‌های کوچک نرم‌کننده‌ها پیک‌های شدیدی را در طیف جرمی خود ایجاد می‌کنند. با این حال، تا سال ۲۰۰۰ که این مشکل به عنوان یک راه حل دوباره مطرح شد، زمانی که هیل و همکارانش از یک الکترواسپری برای یونیزه کردن مولکول‌ها در فاز گاز استفاده کردند و نام این روش را یونیزاسیون الکترواسپری ثانویه گذاشتند. در سال ۲۰۰۷، کارهای تقریباً همزمان Zenobi و Pablo Sinues برای اولین بار از SESI برای تجزیه و تحلیل تنفس استفاده کردند، که نشانگر آغاز یک زمینه یا تحقیق پربار بود. با حساسیت در محدوده pptv پایین (۱۰–۱۲)، SESI در برنامه‌های کاربردی دیگر استفاده شده است، جایی که تشخیص بخارات با فرار کم‌اهمیت دارد. شناسایی گونه‌های فرار کم در فاز گاز مهم است زیرا مولکول‌های بزرگ‌تر اهمیت بیولوژیکی بالاتری دارند. گونه‌های کم فرار نادیده گرفته شده‌اند زیرا از نظر فنی تشخیص آنها دشوار است، زیرا در غلظت بسیار پایین هستند و تمایل به متراکم شدن در لوله‌های داخلی ابزار دارند.